# Мргавет
Мргавет (вірм. Մրգավետ) — село в марзі Арарат, у центрі Вірменії. Село розташоване за 7 км на південний схід від міста Масіс, між селами Аревабуйр та Мхчян.